# Тарновске-Гуры (станция)
Тарновске-Гуры (пол. Tarnowskie Góry) — пассажирская и грузовая железнодорожная станция в городе Тарновске-Гуры, в Силезском воеводстве Польши. Имеет 3 платформы и 5 путей. Относится по классификации к категории C, т.е. обслуживает от 300 тысяч до 1 миллиона пассажиров ежегодно.
Станция построена в 1857 году, когда город Тарновске-Гуры (нем. Tarnowitz, Тарновиц) был в составе Королевства Пруссия. Теперешнее здание вокзала построили в 1888 году.